# Cartignies
Cartignies ist eine französische Gemeinde mit 1.234 Einwohnern (Stand: 1. Januar 2022) im Département Nord in der Region Hauts-de-France. Sie gehört zum  Arrondissement Avesnes-sur-Helpe und zum Kanton Avesnes-sur-Helpe. Die Einwohner werden Castriciniens genannt.

## Geografie
Die Gemeinde Cartignies liegt an der Helpe Mineure im Herzen des Regionalen Naturparks Avesnois, etwa 15 Kilometer südlich von Maubeuge. Umgeben wird Cartignies von den Nachbargemeinden Petit-Fayt im Westen und Norden, Saint-Hilaire-sur-Helpe im Nordosten, Haut-Lieu im Nordosten und Osten, Boulogne-sur-Helpe im Osten und Südosten, Floyon im Südosten, Fontenelle im Süden sowie Beaurepaire-sur-Sambre im Südwesten.

## Bevölkerungsentwicklung
| Jahr                       | 1962 | 1968 | 1975 | 1982 | 1990 | 1999 | 2006 | 2013 | 2020 |
| Einwohner                  | 1404 | 1314 | 1231 | 1250 | 1114 | 1128 | 1197 | 1256 | 1257 |
| Quellen: Cassini und INSEE |      |      |      |      |      |      |      |      |      |

## Sehenswürdigkeiten

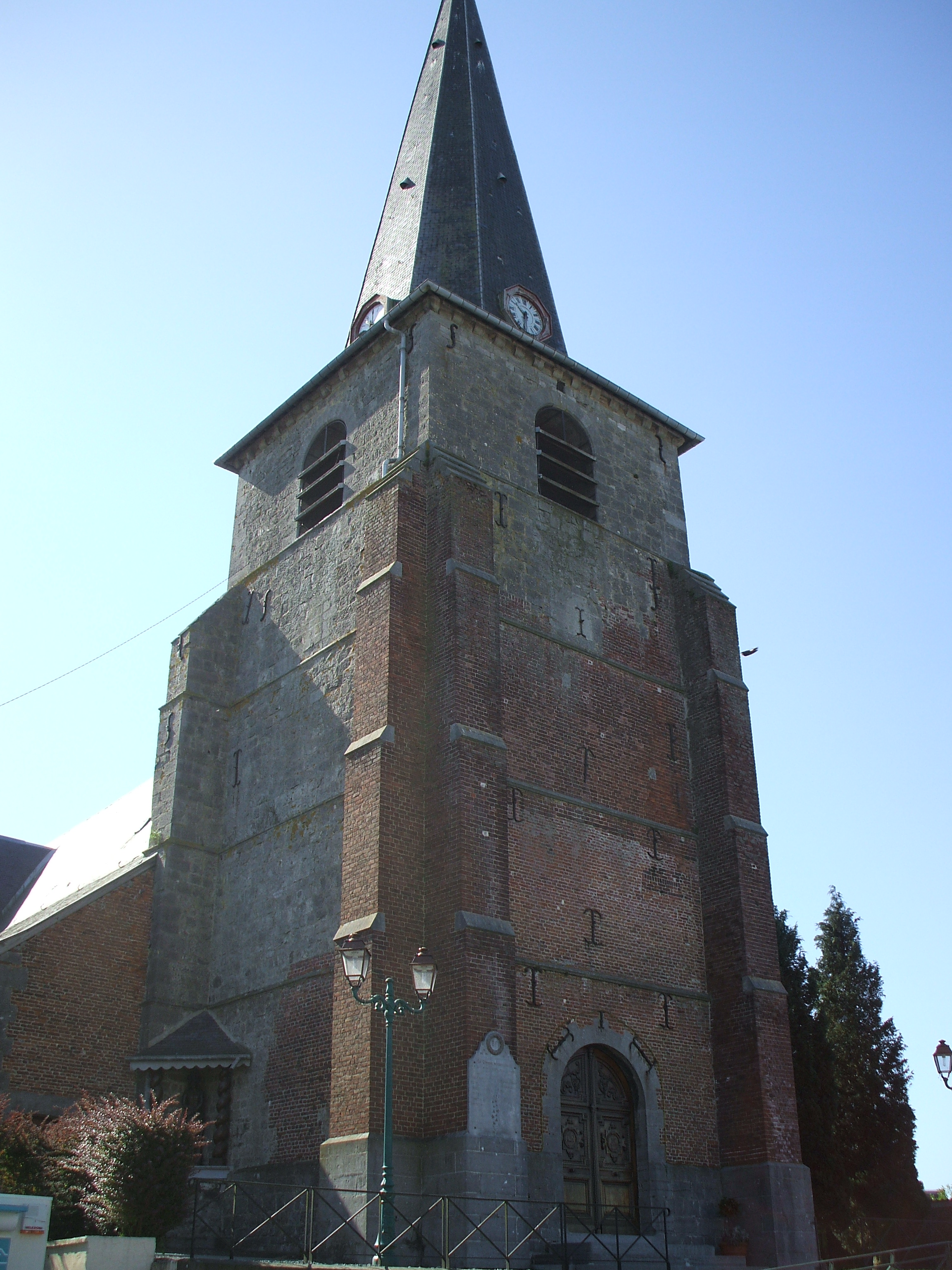
Kirche Saint-Sauveur

- Kirche Saint-Sauveur

## Persönlichkeiten
- Pierre Mauroy (1928–2013), Politiker (PS), französischer Premierminister (1981–1984), Bürgermeister von Lille (1973–2001)